# Rustendorf
Rustendorf ist ein Bezirksteil des 15. Wiener Gemeindebezirks Rudolfsheim-Fünfhaus, und bildet zusammen mit Braunhirschen und Reindorf die Bezirkshälfte Rudolfsheim.

## Entstehung und Geschichte
Wie Reindorf ist Rustendorf bis ins Mittelalter nachgewiesen, hier wurden vor allem Wein- und Ackerbau betrieben.
Nachdem während der zweiten Türkenbelagerung im Jahre 1683 fast alle Orte im Bereich des heutigen 15. Bezirks zerstört wurden, entstanden zum Teil durch Wiederaufbau der alten Siedlungen fünf Dörfer: Rustendorf, Braunhirschen, Reindorf, Sechshaus und Fünfhaus. Rustendorf bestand fast ausschließlich nur aus Wirtshäusern, die an der wichtigen Linzer Poststraße, der heutigen Mariahilfer Straße, lagen. Diese trugen Namen, die in ganz Wien bekannt waren und späteren Gassen den Namen gaben, wie zum Beispiel das 1730 als erstes hier errichtete Haus Zum goldenen Reichsapfel (Reichsapfelgasse), sowie Zur goldenen Sonne, Zum Goldenen Mondschein (Mondscheingasse, später Schmelzgasse und heute Lehnergasse). Zusammen mit der großen Anzahl von Einkehrhöfen in Braunhirschen führte dies zum lang anhaltenden Ruf des Gebiets des heutigen Rudolfsheim, eine Wirtshauskolonie zu sein. Dies und die verkehrstechnisch günstige Lage dieser Vororte führten dazu, dass Rustendorf im Jahre 1863 mit Braunhirschen und Reindorf zur Gemeinde Rudolfsheim zusammengeschlossen wurde.
Die von der Stadt Wien definierte bauliche Schutzzone Rustendorf umfasst einige – vor allem gründerzeitliche – Häuser zwischen Mariahilfer Straße und Westbahn.

## Wappen von Rustendorf
Das Wappen Rustendorfs zeigt einen silbernen Mond mit Gesicht auf blauem Grund. Eine eindeutige Erklärung dafür gibt es nicht, die am meisten verbreitete besagt, dass sie vom Hausschild des Einkehrgasthauses Zum goldenen Mondschein, das sich um 1770 in der heutigen Lehnergasse/Ecke Mariahilfer Straße befand, abgeleitet wurde. Der Besitzer bekleidete das Amt des Richters und benutzte das Hausschild als Amtssiegel, weshalb es sich mit der Zeit als Gemeindesiegel einbürgerte.
Eine weitere Erklärung ist, dass die Türken bei der zweiten Türkenbelagerung auf der Schmelz lagerten, die sich teilweise im Besitz von Rustendorf befand, und deswegen der muslimische Halbmond an diese Zeit erinnern soll.
Es existiert auch eine Erklärung, die beide Geschichten miteinbezieht. Der Halbmond des Hausschilds Zum goldenen Mondschein habe seinen Ursprung in der Türkenbelagerung und sei wiederum Ursprung des Gemeindewappens.